# برمجيات لإدارة الاستنساخ
برمجيات لإدارة الاستنساخ هي عبارة عن مجموعة برمجيات عمل تجارية متخصصة في مجالالمعلوماتية الحيوية ، التي تدعم علماء الأحياء الجزيئية بإدارة البيانات والسماح لهم بإجراء بعض التحاليل في السيليكون.
 توفر هذه البرامج مجموعة من الأدوات المتكاملة ، التي تستخدم للعمل مع الإنزيمات، رسم الخرائط البيانية ، التصميم والتحليل.[1]    

## وصلات خارجية
- http://www.scied.com Sci-Ed homepage